# Manuel González Méndez
Manuel González Méndez (Santa Cruz de La Palma, Canarias, 3 de febrero de 1843–Barcelona, 9 de septiembre de 1909), pintor, músico, escultor y profesor de Bellas Artes. Hijo de Santiago González y María Méndez Espinosa.

## Formación
Inició sus estudios en la Escuela Lancasteriana de su ciudad natal, Santa Cruz de La Palma, una de las instituciones que educaron a la generación de artistas e intelectuales que conformarían el famoso núcleo cultural decimonónico (Siglo de oro de La Palma). También asistió a una Escuela de Dibujo local y participó en un coro de música de la cercana parroquia de El Salvador. Posteriormente se desplazó a Tenerife, primero a La Orotava y después a San Cristóbal de La Laguna donde estudió Bachillerato y continuó desarrollando su otra pasión artística, la música.  
En los años siguientes (1866-67) asiste, en la Academia Provincial de Bellas Artes de Santa Cruz de Tenerife, a clases de Paisaje y Acuarela. Después de varios viajes por la península e Italia se matricula en la Escuela de Artes decorativas de París (1870), teniendo como maestro al escultor Aimet Millet. Dos años después, la misma escuela parisina le concede un premio por un bajorrelieve de tema oriental. También allí, tuvo durante dos años como maestro al pintor Jean-Leon Gerome que sumado a sus continuos viajes por Europa le proporcionaron una formación artística completa.

## Vida profesional
En sus primeros años de París y coincidiendo con la Guerra franco-prusiana se dedicó a pintar abanicos y cuadros, que vendía, con temas inspirados en la pintura holandesa del setecientos.
Siempre expuso con éxito en los siguientes eventos, centros y galerías culturales:
- Exposiciones Universales de París: 1875 (Dibujos y bocetos); 1881 (“Retrato de una señorita”); 1900 (“Escena bretona”), etcétera
- Salón de Pintores Franceses (París): 1878 (“Pescador de Güímar”); 1879 (“Fiesta palmera”); 1880 (“Retrato de Juan Real”); 1882 (“Un duelo bajo el reinado de Luis XIII”); 1888 (“Un vieux charron breton”); 1897 (“Joven madre”, “Una sonata”); 1902 (“Un reveuse”, “Un page sur Louis XIII”); 1903 (“Portrait de Madame”), etcétera.
- Exposición de Bellas Artes (Teatro Municipal). Santa Cruz de Tenerife, Canarias: 1880.
- Gabinete Instructivo. Santa Cruz de La Palma, La Palma, Canarias: 1885.
- Exposición de Arte e Industria (Fiestas de mayo), Santa Cruz de Tenerife, Canarias: 1892.
- Galería Georges Petit (París): 1896, Exposición individual con más de 140 obras
- Palacio de Justicia (Hoy, Ayuntamiento). Santa Cruz de Tenerife, Canarias, 1902, decoración del techo (“La Verdad venciendo al error"); Gabinete Literario. Las Palmas de Gran Canaria, 1902, techo del salón de baile ("Apolo con el carro solar", "Talía, musa de la comedia","Orfeo"); Diputación provincial (Hoy, Parlamento de Canarias). Santa Cruz de Tenerife, Canarias, 1906, lienzos de tema histórico ("Fundación de S/C de Tenerife" y "Rendición de Gran Canaria").

En 1904, el Ayuntamiento de Santa Cruz de Tenerife le concede la cátedra de Modelado y Composición Decorativa en la Escuela Municipal de Dibujo.
Manuel González Méndez ha sido el artista más internacional de los pintores canarios decimonónicos. "Se interesó tanto por la técnica al óleo como por la acuarela o el dibujo, mostrando su capacidad artística en el tratamiento de una variada gama de géneros (paisajismo retratístico, histórico, mitológico, religioso), descollando fundamentalmente en la representación de escenas costumbristas, convirtiéndose en la figura más interesante de cultivadores de este género en el marco cronológico del XIX". "Rasgos significativos de su obra son, en términos generales, la importancia concedida al color, la esmerada lumínica, elegante y minuciosa técnica -identificada en ocasiones con el fortunysmo- advirtiéndose además en sus creaciones admiración por la obra de Velázquez..."

## Reconocimientos y condecoraciones
A lo largo de su vida recibió distintos reconocimientos:
- 1872: París. Escuela de Artes Decorativas. Primer premio con Medalla
- 1889: Madrid: Caballero de la Orden de Isabel la Católica.
- 1891: París. Academia de Bellas Artes. Título de Oficial.
- 1893: Santa Cruz de Tenerife. Sociedad Económica de Amigos del País. Diploma de Honor.
- 1894: Madrid: Comendador de la Orden de Isabel la Católica.
- 1898: París. Gobierno de Francia. Caballero de la Legión de Honor.
- 1900: París. Exposición Universal. Tercera Medalla.
- 1903: Santa Cruz de Tenerife. Sociedad Económica de Amigos del País. Diploma de Honor.
- 1984: Santa Cruz de La Palma (La Palma): calle rebautizada como “Manuel González Méndez”.
- 2009: Santa Cruz de La Palma (La Palma): exposición-homenaje por el I centenario de su fallecimiento.[6]